# Světlo (Hvězdná brána: Hluboký vesmír)
Světlo (v anglickém originále Light) je pátá epizoda 1. řady americko-kanadského sci-fi seriálu Hvězdná brána: Hluboký vesmír.

## Popis děje
Destiny stále pokračuje směrem do hvězdy. Dr. Rush nemá žádný nápad jak změnit dráhu lodi. Plukovník Young se rozhodne poslat raketoplánem část posádky na jednu z obyvatelných planet, aby se zde pokusili přežít. Do raketoplánu se však vejde pouze 17 lidí. Plukovník Young určí sám jen pilota a ošetřovatelku. Zbytek posádky je losován. Vylosovaní odlétají raketoplánem na malou planetu, na které mohou přežít.
Když se Destiny nachází blízko hvězdy, zjistí Dr. Rush, že loď čerpá energii přímo z hvězdy a doplňuje své zásoby energie. Destiny se podaří dostat z blízkosti hvězdy a navíc má obnoveny zásoby energie. Posádka Destiny kontaktuje raketoplán, který se s ostatními vrátí zpět na loď. Destiny opět pokračuje v cestě nadsvětelnou rychlostí.